# Les Toques blanches lyonnaises
Les Toques Blanches Lyonnaises est une association créée en 1936 par sept cuisiniers réputés de la région dont Marius Vettard,. Elle fédère des chefs cuisiniers, directeurs de salle de restaurants, sommeliers, cavistes, et pâtissiers partageant les mêmes idéaux. Ses membres sont les garants d’un héritage culinaire, les dépositaires de l’histoire de la gastronomie lyonnaise : celle du mâchon, des Mères lyonnaises, des bouchons, des grands chefs étoilés.
Pour intégrér cette association, les critères minimum sont les suivants :
- Au moins 90% de tous les produits doivent être "faits maison", donc au restaurant lui-même.
- Toute personne souhaitant adhérer aux TBL doit justifier d'une formation diplômante qui confirme son savoir-faire, ainsi que de 10 ans d'expérience dans le métier qu'il exerce (chef de cuisine, sommelier, caviste, directeur de salle/maître d'hôtel, ou pâtissier).
- Le chef candidat à l'adhésion doit être soit Maître Restaurateur, soit noté au moins 16/20 au guide Gault&Millau, soit étoilé Michelin.
- Enfin, pour être accepté au sein des TBL, tout candidat à l'adhésion doit être parrainé par deux membres actifs de l'Association.

## Présidence de l'association
- 1936 - 1976 : Marius Vettard

- 1976 - 1982 : Paul Blanc

- 1983 - 1987 : Roger Roucoud

- 1988 - 1993 : Pierre Orsi

- 1994 - 2006 : Guy Lassausaie

- 2006 - 2012 : Christophe Marguin

- 2012 - 2015 : Laurent Bouvier

- Depuis 2015 : Christophe Marguin

## Dates-clés
- 1936 : L’Association des Toques Blanches Lyonnaises est imaginée à l’initiative de Marius Vettard, chef au Café du Pont, afin de promouvoir ce que l’on dévore à la table des bouchons, restaurants typiquement lyonnais.
- 1978 : L’association compte déjà plus de soixante toques. C’est cette année que l’Amicale des Toques Blanches Lyonnaises est transformée en association.
- 1978 : La Mère Léa (Léa Bidaut, La Voûte) est la première femme à rejoindre l’association.
- 2008 : Création des Trophées de la Gastronomie et des Vins.
- 2013 : Création de la charte qualité pour les adhérents, demande du titre de maître restaurateur aux candidats.
- 2017 : Premier stand au SIRHA.
- 2018 : Première édition du Concours des Jeunes Cuisiniers autour de la viande.
- 2019 : Première édition du Championnat de France de Pâté Croûte des écoles Hôtelières. Christophe Paucod (Lugdunum Bouchon Lyonnais, Tokyo) intègre l’Association – c’est le premier chef lyonnais installé à l’étranger à rejoindre les Toques Blanches Lyonnaises
- 2022 : Ouverture de l’Association et du Bureau exécutif aux membres du service et de la sommellerie.